# L'orecchio (film 1970)
L'orecchio è un film del 1970 diretto da Karel Kachyňa.
È stato presentato in concorso al Festival di Cannes 1990.